# Houby spájivé
Houby spájivé nebo také zygomycety (Zygomycota), dříve oddělení hub, dnes považovány za parafyletické seskupení několika přirozených kmenů/oddělení (Entomophthoromycota, Glomeromycota, Kickxellomycota, Mortierellomycota, Mucoromycota, Zoopagomycota), jejichž zástupci jsou velmi dobře známí jako plísně. Živí se saprofyticky i paraziticky a jsou složkou půdní mikroflóry. Podílejí se významně na rozkladu organické hmoty.

## Stavba těla
Zygomycety tvoří trubicovité mnohojaderné větvené podhoubí, ve stáří nepravidelně přehrádkované. Hlavní složkou buněčné stěny je chitin.

## Rozmnožování
Zygomycety střídají pohlavní a nepohlavní rozmnožování. V jeho průběhu splývají dvě pohlavní vlákna různého „pohlaví“, vzniká zygota a z té potom klíčí sporangiofor, který nese výtrusnice a výtrusy.

## Systematika
Zygomycety jsou dnes považovány za parafyletické seskupení několika přirozených kmenů/oddělení hub:
- z podříše Zoopagomyceta:
  - Entomophthoromycota,
  - Kickxellomycota,
  - Zoopagomycota;
- z podříše Mucoromyceta:
  - Glomeromycota,
  - Mortierellomycota,
  - Mucoromycota.

Přechodně bývaly do tohoto taxonu řazeny také mikrosporidie (Microsporidia), které pro svoji atypickou morfologii dlouhou dodu nedisponovali trvalejším zařazením do systému organismů, dnes se má za to, že jde o jednu z linií podříše Rozellomyceta.
K nejznámějším zygomycetám, které mají své tradiční místo ve středoškolských učebnicích, patří:
- Kropidlovec černavý (Rhizopus nigricans) – rozkládá substráty bohaté na sacharidy, tvoří husté šedé povlaky, např. na špatně uskladněném chlebu
- Plíseň hlavičková (Mucor mucedo) – jeden z nejznámějších druhů, tvoří bělavé povlaky, tvoří se např. na marmeládě, vlhkém chlebu, atp.